# Wolverine (Zweedse band)
Wolverine is een Zweedse progressieve metal band die is opgericht in 1995.

## Biografie
Wolverine werd in 1995 gevormd door Stefan Zell en Marcus Losbjer. Aanvankelijk speelde de band deathmetal maar toen ze hun debuut-ep Fervent Dream uitbrachten in 1999 was hun geluid al naar progressieve metal geëvolueerd. De ep werd goed ontvangen en was al snel uitverkocht. Hiermee wisten ze ook voor het eerst buiten Zweden te spelen.
In 2001 nam de band hun eerste full-album uit, getiteld The Window Purpose. Het werd in december van hetzelfde jaar uitgebracht en kreeg opnieuw goede kritieken. Opnieuw toerden ze ter promotie van het album doorheen Europa.
Twee jaar later brachten ze op Elitist Records Cold Light of Monday uit, een album waarop de band eerder haar donkere zijde ontdekte. In 2005 volgde een heruitgave van hun debuutalbum The Window Purpose, waarna ze ook op ProgPower Europe speelden. De band was co-headliner samen met Pain of Salvation.
Ze verlieten datzelfde jaar Elitist Records en tekenden bij Candlelight Records. In 2006 brachten ze vervolgens Still uit, een album dat het midden houdt tussen The Window Purpose en Cold Light of Monday. Vijf jaar later komt de band met nieuw werk: Communication lost. Het album wordt goed ontvangen en bereikt de eerste plaats in de Wereldse Tien van Progwereld.

## Bezetting

### Huidige bandleden
- Stefan Zell - Zanger
- Jonas Jonsson - Gitarist
- Thomas Jansson - Bassist
- Per Henriksson - Toetsenist
- Marcus Losbjer - Drummer / Zanger

### Voormalige bandleden
- C-H Landegren - Gitarist / zanger
- Per Broddesson - Gitarist
- Andreas Baglien - Toetsenist
- Mikael Zell - Gitarist

## Discografie

### Albums
- The Window Purpose (2001)
- Cold Light of Monday (2003)
- Still (2006)
- Communication lost. (2011)
- Machina Viva (2016)

### Ep's
- Fervent Dream (1999)
- A Darkened Sun (2021)